# Connor Swift
Connor Swift (* 30. Oktober 1995 in Thorne) ist ein britischer Radsportler.

## Sportliche Laufbahn

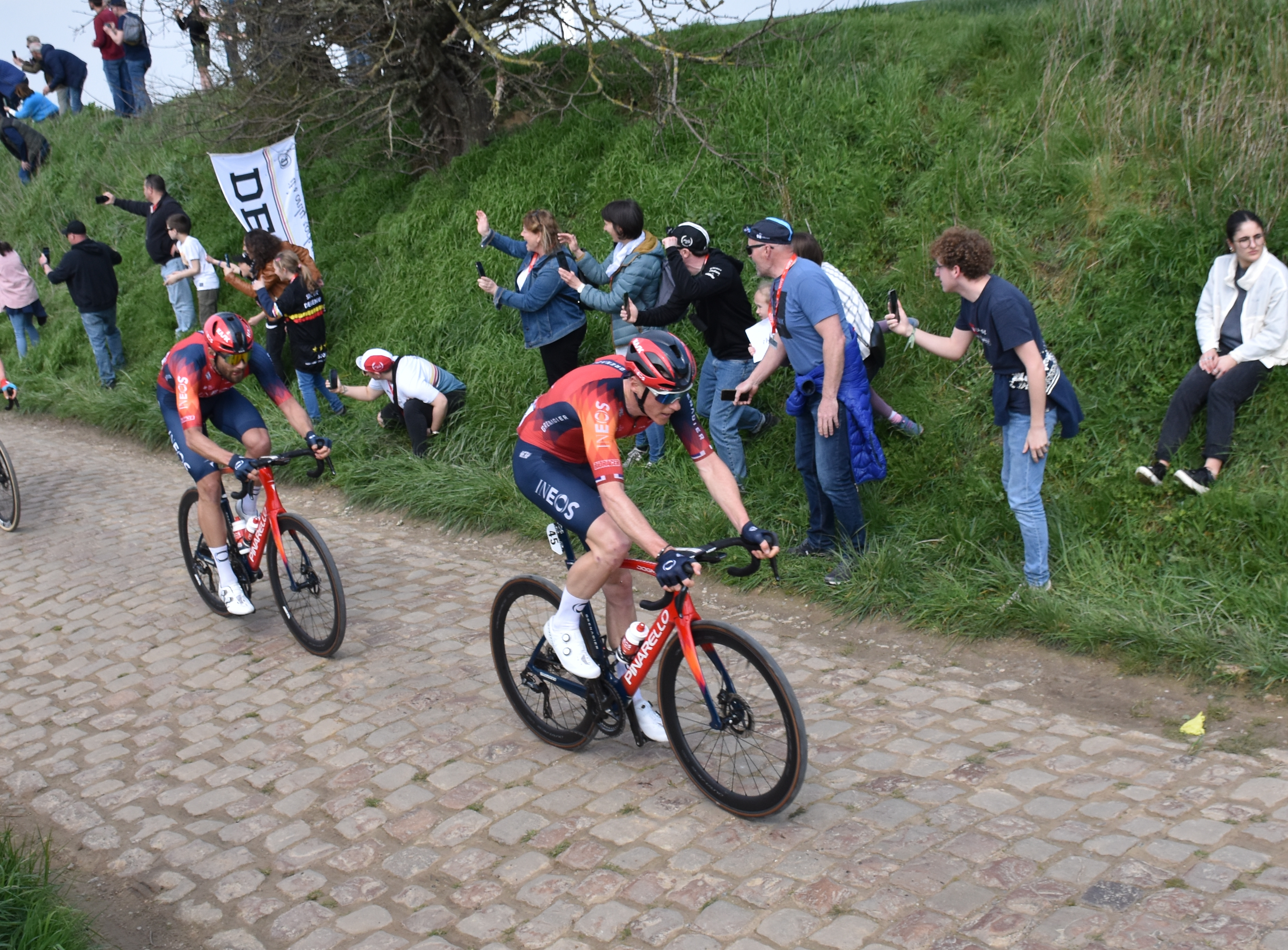
Connor Swift (Paris–Roubaix 2023)

Connor Swift begann seine sportliche Laufbahn als Triathlet, bevor er seinen Schwerpunkt auf den Radsport legte. Ab 2015 startete er bei verschiedenen nationalen Kriterien.
2017 erhielt Swift einen Vertrag beim UCI Continental Team Madison Genesis, für das er schwerpunktmäßig Kriterien bestritt. 2018 wurde er überraschend britischer Meister im Straßenrennen, nach einem Jahrzehnt der erste britische Straßenmeister, der keinem UCI WorldTeam angehörte (zuletzt Kristian House im Jahre 2009). Wenig später belegte er in der Gesamtwertung von Kreiz Breizh Elites Rang zwei. Ab 1. August fuhr er bis Ende des Jahres als Stagiaire für Dimension Data, fuhr jedoch Anfang 2019 weiter für Madison Genesis.
Im Mai 2019 wurde Swift Neunter der Tour de Yorkshire. Kurz darauf unterschrieb er einen Vertrag beim UCI ProTeam Arkéa-Samsic. Er wurde auf Wunsch von André Greipel verpflichtet, dessen Sprintzug er verstärken sollte. Nachdem Greipel Arkea-Samsic verließ, unterstützte Swift den Gesamtklassementsfahrer des Teams, Nairo Quintana, bei der Tour de France 2020, insbesondere bei den windigen Flachetappen. Swift beendete seine erste Grand Tour als 106. Im Mai 2021 gewann er das französische Eintagesrennen Tro Bro Leon.

## Familie
Connor Swift ist ein Cousin des Radrennfahrers Ben Swift.

## Erfolge
2018
- Britischer Meister – Straßenrennen

2021
- Tro Bro Leon
- Tour Poitou - Charentes en Nouvelle Aquitaine

## Grand Tour-Platzierungen
| Grand Tour            | 2020 | 2021 | 2022 | 2023 | 2024 | 2025 |
| --------------------- | ---- | ---- | ---- | ---- | ---- | ---- |
| Giro d’ItaliaGiro     | –    | –    | –    | –    | 83   | –    |
| Tour de FranceTour    | 106  | 89   | 69   | –    | –    | 109  |
| Vuelta a EspañaVuelta | –    | –    | –    | –    | –    |      |